# Weighted average cost of capital
De weighted average cost of capital, vaak afgekort als WACC is de Engelstalige benaming voor de gewogen gemiddelde kosten van het vermogen van een bedrijf. De WACC wordt vaak intern gebruikt door managers die uitkijken naar expansiemogelijkheden of naar eventuele overnames. Investeringen voegen pas waarde aan een bedrijf toe als het verwachte rendement groter is dan de WACC.
De WACC is een kengetal dat uitdrukking geeft aan de kosten die een bedrijf maakt voor het vermogen waarmee het bedrijf wordt gefinancierd. De financiering van een bedrijf bestaat uit vreemd en eigen vermogen. De WACC wordt berekend door de kosten van elk van deze twee vermogenstypes te 'wegen' naar het aandeel dat elk vermogenstype in de totale bedrijfsfinanciering heeft.
De kosten van eigen vermogen kunnen een beetje lastig te berekenen zijn, aangezien eigen vermogen geen duidelijke kapitaalkosten heeft. Wanneer bedrijven een schuld betalen, heeft het bedrag dat ze betalen een vooraf bepaalde rente die afhankelijk is van de omvang en duur van de schuld. Het eigen vermogen heeft dit niet zo'n concrete prijs die het bedrijf moet betalen. Maar dat betekent niet dat het eigen vermogen niets kost voor een bedrijf.
{\displaystyle WACC=\left({\frac {E}{E+D}}R_{e}\right)+\left({\frac {D}{E+D}}R_{d}\right)\left(1-T_{c}\right)}
Waarin:
Re = Kosten van het Eigen Vermogen (de dividendbetaling aan aandeelhouders)
Rd = Kosten van het Vreemd Vermogen (het rentebedrag dat over leningen betaald moet worden)
E  = Marktwaarde van het Eigen vermogen
D  = Marktwaarde van het Vreemd Vermogen
E/(E+D)= Percentage van de financiering van het Eigen Vermogen
D/(E+D)= Percentage van de financiering van het Vreemd Vermogen
Tc = Percentage vennootschapsbelasting
De vergelijking voor de WACC bevat twee variabelen die elkaar onderling beïnvloeden. Namelijk de WACC zelf en de marktwaarde voor het eigen vermogen. De WACC bepaalt de marktwaarde van het eigen vermogen en die laatste bepaalt op haar beurt de WACC. In de praktijk wordt deze intercorrelatie vaak opgelost door iteratie (net zo lang proberen tot je de oplossing hebt gevonden) of door het negeren van dit probleem door uit te gaan van wat men dan aanduidt als een normatieve vermogensverhouding. De eerste oplossing (iteratie) is een nogal omslachtige en onhandige manier van werken. De tweede manier (normatieve vermogensverhouding) is gewoon fout omdat die tot inconsistenties leidt. Een veel eenvoudigere en handigere manier is om gewoon de APV methode toe te passen, die dit intercorrelatie probleem niet heeft door gereduceerde complexiteit.
De WACC is een van de mogelijke rendementseisen die kunnen worden ingevoerd als disconteringsfactor in het Discounted cash flow model.